# Deep Impact
Deep Impact er en amerikansk science fictionfilm fra 1998 instrueret af Mimi Leder. Filmen har Robert Duvall, Morgan Freeman, Elijah Wood og Téa Leoni i hovedrollerne.

## Medvirkende
- Robert Duvall som kaptajn Spurgeon "Fish" Tanner
- Téa Leoni som Jenny Lerner
- Elijah Wood som Leo Biederman
- Morgan Freeman som præsident Tom Beck
- Vanessa Redgrave som Robin Lerner
- Maximilian Schell som Jason Lerner
- Leelee Sobieski som Sarah Hotchner
- James Cromwell som Al Rittenhouse
- Ron Eldard som Dr. Oren Monash, NASA
- Jon Favreau som Dr. Gus Partenza
- Laura Innes som Beth Stanley
- Mary McCormack som Andrea "Andy" Baker, NASA
- Richard Schiff som Don Biederman
- Blair Underwood som Mark Simon, NASA
- Mike O'Malley som Mike Perry
- Charles Martin Smith som Dr. Marcus Wolf
- Dougray Scott som Eric Vennekor
- Kurtwood Smith som Otis Hefter

## Ekstern henvisning
- Deep Impact på Internet Movie Database (engelsk)
- Deep Impact på Filmdatabasen
- Deep Impact på Scope
- Deep Impact i Svensk Filmdatabas (svensk)
- Deep Impact på AlloCiné (fransk)
- Deep Impact på MovieMeter (nederlandsk)
- Deep Impact på AllMovie (engelsk)
- Deep Impact hos American Film Institute (engelsk)
- Deep Impact hos British Film Institute (engelsk)
- Deep Impact på Turner Classic Movies (engelsk)